# 内郷宮町
内郷宮町（うちごう みやまち）は、福島県いわき市の大字である。郵便番号は973-8407。

## 地理
いわき市中央部の内郷地区に属する。北で好間町上好間、好間町中好間、東で内郷高坂町、南で内郷内町、内郷白水町、西で内郷高野町とそれぞれ隣接する。概ね町村制施行以前の磐前郡宮村の流れを汲む地域である。二級水系夏井川水系新川支流の宮川流域を主な範囲とする。東側、宮川下流部の谷あいに市街地が広がり、その他は山林が広がる。内郷御厩町内に所在するいわき中央警察署及び内郷綴町に所在する内郷消防署がそれぞれ管轄にあたる。

### 主な字
字
- 金坂
- 宮沢
- 代
- 蛭子

- 滝
- 町田
- 竹之内
- 平太郎

- 峰根
- 中沢
- 鬼ケ沢

### 河川
- 宮川（二級水系夏井川水系）
  - 峰根川
    - 峰根貯水池

## 歴史
- 1879年1月27日 - 湯長谷藩領宮村が福島県内における郡区町村制の施行により磐前郡の村となる[4]。
- 1889年4月1日 - 町村制の施行により宮村が小島村、御台境村、御厩村、高坂村、内町村、綴村、白水村と合併し、磐前郡内郷村が発足する。旧宮村域は内郷村の大字となる[4]。
- 1896年4月1日 - 磐前郡と周辺郡との合併により石城郡が発足し、石城郡内郷村となる[4]。
- 1942年8月1日 - 内郷村が町制施行し、内郷町の大字となる[4]。
- 1954年7月10日 - 内郷町が市制施行し、内郷市の大字となる[4]。
- 1966年10月1日 - 内郷市が平市・磐城市・常磐市・勿来市、石城郡小川町・遠野町・四倉町・川前村・田人村・好間村・三和村、双葉郡久之浜町・大久村と合併しいわき市となり、いわき市内郷地区の大字となる[4]。

## 世帯数と人口
2023年10月31日現在の世帯数と人口は以下の通りである。
| 大字     | 世帯数   | 人口   |
| -------- | -------- | ------ |
| 内郷宮町 | 1352世帯 | 3180人 |

## 小・中学校の学区
市立小・中学校に通う場合、学区は以下の通りとなる。
| 番地                                        | 小学校               | 中学校                   |
| ------------------------------------------- | -------------------- | ------------------------ |
| 下記を除く全域                              | いわき市立宮小学校   | いわき市立内郷第一中学校 |
| 金坂の一部                                  | いわき市立宮小学校   | いわき市立内郷第二中学校 |
| 金坂のごく一部                              | いわき市立高坂小学校 | いわき市立内郷第二中学校 |
| 金坂のごく一部、竹ノ内の一部                | いわき市立高坂小学校 | いわき市立内郷第一中学校 |
| 金坂の内上記を除く全域 宮沢の一部、代の一部 | いわき市立内町小学校 | いわき市立内郷第二中学校 |

## 交通

### 道路
- 常磐自動車道・磐越自動車道
  - いわきジャンクション
- 福島県道66号小名浜小野線

## 施設
- いわき市立内郷第二中学校
- いわき市立宮小学校
- 内郷市民運動場
- 竹ノ内簡易郵便局